# Mistrzostwa Świata w Kolarstwie Torowym 1927
30. Mistrzostwa Świata w Kolarstwie Torowym odbyły się w dniach 17–24 lipca 1927 w dwóch miastach Republiki Weimarskiej: Kolonii (sprinty zawodowców i amatorów) i Elberfeld (wyścig ze startu zatrzymanego zawodowców).

## Medaliści

### Mężczyźni
| Konkurencja                              | Złoto          | Srebro             | Brąz            |
| ---------------------------------------- | -------------- | ------------------ | --------------- |
| Sprint indywidualny amatorów             | Mathias Engel  | Willy Falck Hansen | Peter Steffes   |
| Sprint indywidualny zawodowców           | Lucien Michard | Ernst Kaufmann     | Lucien Faucheux |
| Wyścig ze startu zatrzymanego zawodowców | Victor Linart  | Paul Krewer        | Walter Sawall   |

## Klasyfikacja medalowa
| Miejsce | Państwo          |   |   |   | Razem |
| ------- | ---------------- | - | - | - | ----- |
| 1.      | Rzesza Niemiecka | 1 | 1 | 2 | 4     |
| 2.      | Francja          | 1 | 0 | 1 | 2     |
| 3.      | Belgia           | 1 | 0 | 0 | 1     |
| 4.      | Dania            | 0 | 1 | 0 | 1     |
|         | Szwajcaria       | 0 | 1 | 0 | 1     |